# 利多·维耶里
利多·维耶里（義大利語：Lido Vieri，1939年7月16日—），意大利男子足球运动员，场上位置是守门员。他曾代表意大利参加1970年国际足联世界杯和1968年欧洲足球锦标赛。